# 温莎 (南卡罗来纳州)
温莎（英文：Windsor），是美国南卡罗来纳州下属的一座城市。城市类型是“Town”。其面积大约为0.66平方英里（1.7平方公里）。根据2010年美国人口普查，该市有人口121人，人口密度约为每平方 英里183.89人（约合每平方公里71人）。